# Ceará

Ceará

Ceará állam [ejtve kb.: sziárá] a Brazil Szövetségi Köztársaság 26 államának egyike. Brazília északkeleti csücskében található, Brazília Európához legközelebb eső pontján. Egyike a legkisebb államoknak, hiszen mindössze az ország 1,7%-át teszi ki. Évszázadokon keresztül a legszegényebb államok egyike volt, mivel száraz, félsivatagos éghajlata miatt nem a legtermékenyebb vidék. Ennek előnyét viszont a rabszolgák élvezték, hiszen Brazíliában itt nyerték el elsőként a teljes szabadságot.

## Földrajz

### Fontosabb adatok
- Területe: 146.348 km² (1,7%-a Brazíliának)
- Népesség: 8.097.276 fő (2005. évi adat)
- Népsűrűség: 54,4 fő/km²
- Székhely: Fortaleza
- Fontosabb városok: Aquiraz, Baturité, Guaramiranga, Juazeiro do Norte, Maranguape, Meruoca, Sobral, összesen 184 város található az állam területén

### Domborzat
Ceará állam megközelítőleg 570 km hosszú partszakasszal rendelkezik, domborzatát túlnyomórészt 200 méternél alacsonyabb dombságok alkotják. Az állam szárazföldi határait fennsíkok és hegyláncok övezik. Ceará legmagasabb pontja a Pico Alto (1114 m), Guaramiranga közelében.
A fennsíkok és hegyláncok magassága 500 és 900 méter között ingadozik, többnyire természetes erdők takarják, a gyalogösvények és a vízesések ebben a térségben gyakoriak. A kormányzat nagy hangsúlyt fektet az ökoturizmus fellendítésére az állam ezen területén. A belső területek körülbelül 60%-át az ún. sertão foglalja el. Cearában nincs átmenet a parti nedves és a belső száraz területek között, ahogy az megtalálható a többi északkeleti államban, ez a különbség magyarázza, hogy miért nem játszhatott jelentős szerepet az állam gazdasági életében a cukornádtermesztés.

### Növényzet
A fennsíkokon és a hegyvidékeken a Atlanti-parti Esőerdő Rezervátumra jellemző vegetáció őshonos (közepes méretű, örökzöld fák és cserjék). Az atlanti-parti esőerdő valamikor az egész partvidék jellemző flórája volt, ameddig ki nem pusztították.
A félsivatagos területen a domináns növényzet a Caatinga néven ismert társulás, amely csak Brazíliában található meg. A caatingára jellemző a tövises, apró levelű bokros, cserjés növényzet és a különböző kaktuszok. A környék legismertebb kaktuszfajtája a mandacaru, melyet vízforrásként használ állat és ember egyaránt.
A part menti keskeny sávon kiterjedt kesudió ültetvények találhatóak.

## Története

### Gyarmati kor
Ceará nagy része félsivatagos, kevés csapadékkal és gyenge minőségű talajjal. Míg a szomszédos Pernambucoban a 16. században már jól működő cukornádtermesztés folyt, addig Ceará felfedezetlen terület volt.
A portugálok csak 1603-ban küldtek expedíciót Ceará területére, Pero Coelho de Souza vezetésével. De Souza kalandozásai során egy erődöt fedezett fel a Ceará folyó torkolatánál (a mai Fortaleza területén), amelyet São Tiago erődnek keresztelt el. De Souza expedíciója nem járt különösebb sikerrel, köszönhetően a bennszülöttek támadásainak és az elhúzódó aszályos időjárásnak.
1612-ben Martins Soares Moreno egy újabb sereget vezetett Ceará területére. Feladat volt a franciák legyőzése és a terület birtokbavétele. Moreno a franciák felett aratott győzelmét követően kibővítette a São Tiago erődöt és São Sebastião névre keresztelte át.
1630-ban a hollandok elfoglalták Olindát és Recifét. 1637-ben meghódították Natalt és birtokba vették Ceará államot és a São Sebastião erődöt. 1647-ben a portugálok a bennszülöttek támogatásával háborút indítottak a hollandok ellen, melynek során az erőd megsemmisült. 1649-ben a hollandok egy új erődöt építettek a Pajeú folyó partján és Fort Schoonenborch-nak nevezték el. 1654-ben a hollandokat kiűzték Brazíliából, elfoglalták a Schoonenborch erődöt és átkeresztelték Fortaleza de Nossa Senhora de Assunção névre.
Az erőd körül egy kis település indult fejlődésnek, amely a Fortaleza nevet kapta. Ceará állam székhelyévé 1726. április 13-án kiáltották ki, mely dátum egyben a város hivatalos ünnepe is. A hollandok kiűzéséért folytatott ádáz háború ellenére a terület fejlesztése elmaradt. A száraz klíma és a homokos talaj megakadályozta a cukornádtermesztés elterjedését. Továbbá ezekben az időkben fedezték fel a központi államok aranylelőhelyeit, ezért a brazil közigazgatás Rio de Janeiróba költözött, még távolabb Cearától.

### Császárság
1799-ben Ceará önálló állammá vált, addig Pernambucohoz tartozott. A császárság idején (1822-1889) Fortaleza városi rangra emelkedett. A nagyfokú szegénység és nélkülözés miatt több népfelkelés is kitört Cearában és a szomszédos államokban, mint például a Balaiada (Maranhão, 1830–1841), a Cabanada (Pernambuco, 1832–1835), amelyeket a jobb életkörülményekért vívtak, vagy az Ecuadori konföderáció (Pernambuco, Paraíba, Rio Grande do Norte and Ceará, 1824), amellyel a császárság megdöntését és a köztársaság kikiáltását szerették volna elérni, de kialakultak olyan mozgalmak is, amelyek Cearát, mint független államot szerették volna látni Brazíliától.
A felkelések elfojtása után egy újabb mozgalom vette kezdetét, a rabszolgák függetlenségi mozgalma. 1884-ben, Cearában – ahol nem volt elterjedt az ingyen munkaerőt kifejezetten igénylő cukornádtermesztés – Brazíliában elsőként szabadították fel a rabszolgákat. A mozgalom Dragão do Mar vezetésével érte el sikerét.

### Köztársaság
1889. november 15-én Brazíliában kikiáltották a köztársaságot, de ez sem hozta meg a környék lakóinak a várt gazdasági fellendülést. A köztársaság kezdeti szakaszában a gazdagabb államok (Rio de Janeiro, São Paulo, Minas Gerais) irányították a politikai életet Brazíliában. 1930-ban Getúlio Vargas vette át a hatalmat. Vargas diktatúrája alatt megkezdődött a gazdasági fejlődés, de a várva-várt áttörésre egészen 1952-ig, Vargas második kormányzásáig várniuk kellett Ceará lakóinak. Ekkor alapították meg Fortalezában a Banco do Nordeste do Brasilt, amely pénzügyi támogatást nyújtott az északkeleti államok cégeinek, vállalkozásainak, elindítva ezzel egy robbanásszerű fejlődést a régióban. 1959-ben Juscelino Kubitschek megalapította SUDENE szervezetét (Superintendence for Developement of the Northeast - Északkeleti Fejlesztési Főfelügyelet), amely a régió államainak infrastruktúráját és szociális intézményeit volt hivatott fejleszteni. Az állami intézkedéseknek köszönhetően az 1950-es, 60-as, 70-es években számos könnyűipari vállalkozás telepedett meg, de mindezek ellenére is az egyik legszegényebb, legrosszabb gazdasági mutatókkal rendelkező állam maradt.
Az 1980-as, 90-es években Ceará megtalálta a kiutat az elmaradott államok közül. Milliárdos állami és magán beruházásokkal Brazília turistaparadicsomává tették az államot és Fortalezát.